# Acanthophorides labidophilus
Acanthophorides labidophilus är en tvåvingeart som beskrevs av Borgmeier 1967. Acanthophorides labidophilus ingår i släktet Acanthophorides och familjen puckelflugor.
Artens utbredningsområde är Panama. Inga underarter finns listade i Catalogue of Life.